# Jury Chechi
Jury Dimitri Chechi (Prato, 11 oktober 1969) is een Italiaans turner.
Chechi eindigde tijdens de Olympische Zomerspelen 1988 als zesde aan de ringen. De Olympische Zomerspelen 1992 miste Chechi door een gescheurde achillespees. Van 1993 tot 1997 werd Chechi vijfmaal op rij wereldkampioen aan de ringen. Tijdens de Olympische Zomerspelen 1996 won Chechi de gouden medaille aan de ringen. In 1997 stopte Chechi met turnen.
Twee jaar later keerde Chechi terug, door een bicepsblessure miste hij de Olympische Zomerspelen 2000.
Tijdens de openingsceremonie van de Olympische Zomerspelen 2004 was Chechi de Italiaanse vlaggendrager. Tijdens deze spelen won Chechi de bronzen medaille aan zijn lievelingstoestel de ringen.

## Resultaten

### Olympische Zomerspelen
| Jaar | Plaats  | Resultaten                                                   |
| ---- | ------- | ------------------------------------------------------------ |
| 1988 | Seoel   | 6e aan de ringen 8e in de landenwedstrijd 17e in de meerkamp |
| 1996 | Atlanta | aan de ringen 12e in de landenwedstrijd 17e in de meerkamp   |
| 2004 | Athene  | aan de ringen                                                |

### Wereldkampioenschappen turnen
| Jaar | Plaats       | Resultaten    |
| ---- | ------------ | ------------- |
| 1989 | Stuttgart    | aan de ringen |
| 1991 | Indianapolis | aan de ringen |
| 1993 | Birmingham   | aan de ringen |
| 1994 | Brisbane     | aan de ringen |
| 1995 | Sabae        | aan de ringen |
| 1996 | San Juan     | aan de ringen |
| 1997 | Lausanne     | aan de ringen |

1896: Ioannis Mitropoulos ·
1904: Herman Glass ·
1924: Francesco Martino ·
1928: Leon Štukelj ·
1932: George Gulack ·
1936: Alois Hudec ·
1948: Karl Frei ·
1952: Grant Sjaginjan ·
1956: Albert Azarjan ·
1960: Albert Azarjan ·
1964: Takuji Hayata ·
1968: Akinori Nakayama ·
1972: Akinori Nakayama ·
1976: Nikolaj Andrianov ·
1980: Aleksandr Ditjatin ·
1984: Koji Gushiken, Li Ning ·
1988: Holger Behrendt, Dmitri Bilozertsjev ·
1992: Vitali Tsjerbo ·
1996: Jury Chechi ·
2000: Szilveszter Csollány ·
2004: Dimosthenis Tampakos ·
2008: Chen Yibing · 
2012: Arthur Zanetti · 
2016: Eleftherios Petrounias · 
2020: Liu Yang · 
2024: Liu Yang
- Gemeinsame Normdatei: 130450685
- International Standard Name Identifier: 0000 0000 2113 1182
- Istituto Centrale per il Catalogo Unico: TO0V171460
- Virtual International Authority File: 38026195
- WorldCat: E39PBJht7W6JxbXG8MFyKFPRKd